# Vámos Klub
A Vámos Klub Vámos Miklós író beszélgetős műsora az Alexandra Könyvesházban.

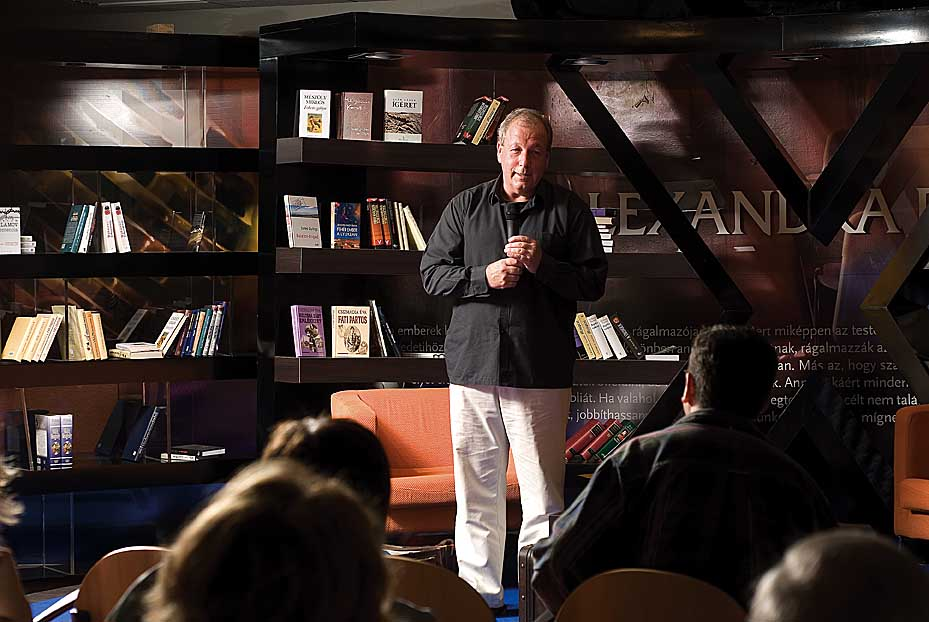
Vámos Miklós az Alexandra Pódiumon

## Története
2005-ben indult útjára a Vámos Klub, amely azóta már a kortárs írók és költők, valamint a kulturális élet nagyjainak zömét bemutatta. A Nyugati téri Alexandra Könyvesház Panoráma Termében októbertől júliusig kéthetente jelentkező műsor a Könyvesház látogatóinak szolgál érdekes programokkal.
A Klubot Vámos Miklós vezeti, aki szokásos  fanyar humorával faggatja a résztvevőket.
A minden második csütörtök este 7 órakor kezdődő műsort a Pax televízió stábja rendszeresen filmre veszi, és a televízióban sugározza. A különlegesebb műsorokat az M1-en és az M2-n is láthatja a közönség. A nagy sikerű Pódium program mára már több, mint hetven adást élt meg.

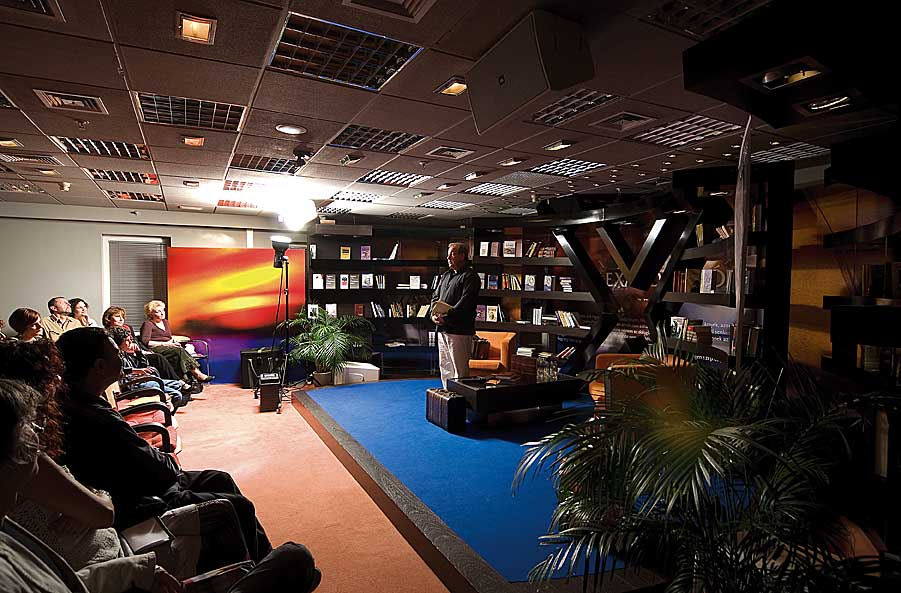
Az Alexandra Pódium

## Fontosabb szereplők
- Csaplár Vilmos
- Esterházy Péter
- Konrád György
- Nádas Péter
- Spiró György
- Szakonyi Károly
- Tóth Krisztina

## Külső hivatkozások
- Pódium programok